# Casimiroa greggii
Casimiroa greggii är en vinruteväxtart som först beskrevs av Sereno Watson, och fick sitt nu gällande namn av F. Chiang. Casimiroa greggii ingår i släktet Casimiroa och familjen vinruteväxter. Inga underarter finns listade i Catalogue of Life.